# Mylius (adelsslægt)
 For alternative betydninger, se Mylius. (Se også artikler, som begynder med Mylius)
(de) Mylius er en dansk brevadelsslægt. Slægten stammer fra Thüringen, hvor stamfaderen, bødker Andreas Müller døde 24. februar 1559 i Greiz. Andreas Müller var tip-tip-oldefader til apotekeren Johann Jacob Mylius. 
Slægten kom til Danmark med apotekeren Johann Jacob Mylius (1656-1691), der var fader til landsdommer og historiker Peder Benzon Mylius (ca. 1689-1745). Han var fader til vicelandsdommer Johan Jacob Mylius til Lindved (1727-1803), som ægtede Ulrikke Cathrine Rasch, der 12. maj 1825 oprettede stamhuset Rønningesøgaard. Han var fader til kammerherre, kaptajn Johan Caspar Mylius til stamhuset Rønningesøgaard (1776–1852), som 14. oktober 1840 blev optaget i den danske adelstand. Han oprettede tre pengefideikommisser og blev fader til stamhusbesidder, kammerherre Sigismund Wolf Veit Mylius (1823-1885), som var gift med Anna Marie Elisabeth Benzon til stamhuset Benzon, der 11. november 1893 fik bevilling til at føre navnet Mylius-Benzon og et våben, sammensat af begge slægters. Deres sønnesøn, løjtnant Sigismund Ernst Mylius-Benzon til stamhuset Benzon (1875-1927), fik 3. oktober 1906 bevilling på at substituere stamhuset Rønningesøgaard med en nu afløst fideikommiskapital. 
Mads de Mylius-Benzon (født 21. maj 1956 er besidder af stamhuset Benzon og stamhuset Rønningesøgaards fideikommis’ successorfonds, Mads De Mylius-Benzon er søn af fideikommisbesidder Ib de Mylius-Benzon (født 7. december 1903 – døde 2. oktober 1966) og Esther Merete Korup Nielsen (født 2. januar 1927 – døde 17. august 1987) gift 2. oktober 1954.

## Våben
Slægten fører et firdelt våbenskjold med kronet hjerteskjold, tværdelt af sølv, hvori 3 fembladede røde roser, hver på stilk og med to grønne blade, og guld, hvori et halvt, brunt hjul fast på delingen; 1. Felt en mod venstre gående sølvsvane over 2 (femoddede) guldstjerner i blåt; 2. felt delt ved en højre guldskråbjælke af blåt, hvori 3 fembladede sølvroser, og rødt, hvori en springende naturligt farvet hind; 3. Felt 2 mellem 2 sorte klipper fremragende naturligt farvede arme, omfattende den grønne stilk af en voksende sølvlilje i rødt; 4. felt en gående sortklædt munk med nedslagen kutte og nøgne fødder, bærende under højre arm et sort kors og holdende en stok i venstre hånd i blåt. Hjelmen kronet – en halvt kronet guldgrif med sorte vinger og kløer, holdende et guldmølledrev. Skjoldholdere: 2 kronede guldgriffe med sorte vinger og kløer. 
Ved kongelig bevilling af 11. november 1893 tillodes det kammerherreinde Anna Marie Elisabeth Mylius, født Benzon til stamhuset Benzon, enke efter kammerherre Sigismund Wolff Veith Mylius til stamhuset Rønningesøgaard at føre navnet Benzon-Mylius og et dertil svarende våben. En lignende tilladelse udfærdigedes 6. september 1905 for Sigismund Ernst Mylius–Benzon.
Den 18. april 1876 udstedtes patent for greve Ulrich Johan August Bernstorff for sig selv og dem af hans descendenter, der er besiddere af det Mylius-Raschenbergske Fideikommis, at føre navnet greve Bernstorff–Mylius og et forenet grevelig Bernstorff-Mylius’sk våben, der beskrives således:
Det grevelige Bernstorffske våben af 14. december 1767, dog med 2. og 3. felt delte og i hver indvendig del hjerteskjoldets mærke fra det Mylius'ske våben af 15. maj 1840: tværdelt, øverst 3 fembladede roser på grønne stilke, hver med 2 blade, i sølv; nederst et halvt, brunt møllehjul fast på delingen i guld; på skjoldet en grevekrone, derover hjelmene III I II IV, alle kronede og med 11 traller, I: 7 påfjer; II Mylius' hjelmtegn: en halv kronet guldgrif med sorte vinger og kløer, holdende et guldmølledrev; III: en på 3 sølv klipper mod venstre gående, kronet, rødklædt mand – således også i skjoldet – holdende en grøn laurbærkrans; IV: en med 2 takkede guld hjulskinner belagt sort vinge. Skjoldholdere: en guldbevæbnet sort ørn og en guldløve; under våbenet valgsproget: 'Rectum et integritas custodiant me.

## Personer af slægten
- Johan de Mylius
- Johan Caspar Mylius
- Johan Jacob Mylius
- Jørgen de Mylius
- Peder Benzon Mylius